# Kościół Wniebowzięcia Najświętszej Maryi Panny w Czerwionce-Leszczynach
Kościół Wniebowzięcia Najświętszej Maryi Panny – rzymskokatolicki kościół parafialny należący do dekanatu Dębieńsko archidiecezji katowickiej. Znajduje się w Czuchowie, dzielnicy miasta Czerwionka-Leszczyny.
Świątynia została zbudowana w 1926 roku. Kościół został wzniesiony na
planie krzyża, jako jednonawowy z transeptem i prezbiterium, nakrytymi betonowymi sklepieniami berlińskiego mistrza murarskiego Carla Rabitza, podwieszonymi do konstrukcji więźby dachowej. Świątynia nie posiada piwnic, oprócz części pod prezbiterium. Nad wejściem głównym znajduje się podwójna murowana wieża na planie kwadratu. Świątynia jest przekryta drewnianą wieźbą dachową, pokrytą dachówką ceramiczną. 
Kościół został konsekrowany w dniu 21 maja 1933 roku.